# SimCity Social
SimCity Social je online společenská hra síti Facebook. Stejně jako u původní hry SimCity, SimCity Social umožňuje uživateli vytvořit své vlastní město. Nicméně, podobně jako ve Facebookové hře The Sims Social, SimCity Social dovoluje hráči komunikovat s městy svých přátel na Facebooku. Hra byla oficiálně představena na Electronic Entertainment Expo 2012.

## Spuštění hry
Po odsouhlasení se zpracováním údajů na Facebooku se ocitnete ve svém novém městě. Hra vám automaticky zapne tutoriál, který vám ukáže základy hry. Poté budete moct budovat domy tak, jak budete chtít.

## Sousedé
SimCity Social je založeno hlavně na spolupráci se svými přáteli na Facebooku. Nejprve však musíte přátele, kteří již hru hrají, požádat o to, abyste byli sousedé. Po odsouhlasení uvidíte profilovou fotku, jméno a populaci v dolní liště. Pokud jej navštívíte, obdržíte bonusovou energii a slávu (Fame) kvůli první návštěvě. Dále obdržíte denní bonusovou energii, kterou můžete využít na interakci s budovami. Zde máte možnost si vybrat, jestli použijete přátelskou akci, nebo nepřátelskou akci. Po vykonání určitých činností se mezi vámi vytvoří jistý svazek, který vám zvýší každodenní bonusy (energie a vyšší šanci na sběratelské předměty). Po určité době můžete uzavřít i mezi městy partnerství, které po interakci s budovami dává další sběratelské předměty. Sousedé jsou seřazeni podle populace. Pokud se stanete nepřátelé, je přítel orámován červeně, pokud jste partneři, je orámován tmavě modře a pokud je přítel přátelský, je orámován žlutě.

## Režim nákupu
V režimu nákupu máte možnost utrácet Simoleony, materiály, diamanty a slávu (Fame).

### Featured
V této sekci uvidíte budovy a předměty, které jsou za diamanty, tj. měna směnitelná za reálné peníze. Jsou zde předměty nejčastěji kupované v komunitě hráčů. Dále zde jsou předměty, které souvisejí s týdenním úkolem.

### Road
V této sekci jsou silnice, které jsou nutné k propojení všech budov ve městě. Je zde pouze jeden druh silnice, který je zdarma. Silnice tvoří automaticky mosty přes řeku a železniční přejezd.

### Homes
Zde jsou pozemky, které stojí 100§ a jednu energii. Na pozemcích lidé stavějí domy, které se zlepšují a zvyšují zvýšením populačního bonusu poskytující dekorace a atrakce.

### Farms
Zeleninová a zvířecí farma jsou budovy, které za určitou dobu nastavenou hráčem vyprodukují určité množství produktů a peněz. Tyto budovy se dají zvýšit akcí Update, kde za odevzdání sběratelských předmětů, energie, materiálu nebo sehnání pracovníků zvýšíte úroveň a dostáváte více peněz a sběratelských předmětů.

### Businesses
Podniky jsou budovy, které vydělávají městu peníze. Každá budova vydělává jiné množství peněz za jinou dobu. Tyto budovy vydělávají více peněz, jsou-li umístěny blízko domů.

### Factories
Továrny jsou budovy podobné podnikům, nicméně některé vyprodukují navíc i znečištění. Továrny městu tvoří materiály a továrny umístěné blízko vody vyrábějí více materiálu.

### Attractions
Atrakce zvyšují populaci. K jejich postavení je potřeba pomoci svých přátel. Zvýšením levelu budovy se zvýší populační bonus a také oblast zvýšení populace. Atrakce stojí jak peníze, tak i materiály.

### Decorations
Dekorace zvyšují populaci a nepotřebují být umístěny v blízkosti silnice. Každá dekorace má svůj populační bonus a oblast, kde je bonus aplikován.

### Facilities
Zvyšováním populace ve městě začnou vznikat požáry, přepadení a nemoci. Budovy v této sekci tomu předcházejí a je nutné level těchto budov zvyšovat, jinak nebudou stačit problémům, problém nevyřeší a budova se uzavře.

### Landmarks
Pamětihodnosti zvyšují populaci. Jsou to budovy inspirované reálnými stavbami ze světa.

### Friend&Foe
Stavby v této sekci se kupují za slávu (Fame) a dávají populační bonus. Můžete si vybrat mezi stavbami přátelskými a nepřátelskými.

## Úkoly
Ve hře máte možnost plnit úkoly pomáhající rozvíjet město po všech stránkách. Občas zde jsou i speciální, časově omezené úkoly. Úkoly zadávají postavy známé již před spuštěním hry. Za splnění úkolu dostanete vždy nějaké zkušenosti a peníze, popřípadě budovu, materiály, slávu a sběratelské předměty.

## Oficiální facebookovská stránka
Na oficiální facebookovské stránce autoři hry zveřejňují nejnovější informace o hře, ptají se na to, co by chtěli hráči a často zveřejňují různé budovy, Simoleony, materiály a sběratelské předměty jako dárek po navštívení odkazu.

## Eventy
Ve hře se často objevují různé akce, které jsou časově omezené. Často jsou provázeny nějakým úkolem, který dává věc spjatou s daným eventem.
Seznam eventů:
- Food Frenzy!: event obsahoval dva úkoly, byly přidány nové budovy zaměřené na jídlo a obřerstvení.
- Mercedes Benz: Event se skládal z jednoho úkolu a odměnou byla továrna na auta Mercedes Benz a billboard s autem.
- Championship (aktuální): Event složený ze dvou úkolů a minihry. Musíte sbírat speciální sběratelské předměty, které směňujete. K dispozici máte mnoho úkolů, vždy stojí různé tři druhy sběratelských předmětů. Můžete použít klidně i jeden, ale šance na zlatou medaili se zmenší. Za počet dosažených bodů získáte odměny.